# خليج توياما
خليج توياما (باليابانية: 富山湾) هو خليج يقع على السواحل الشمالية لهونشو، اليابان. ويحيط الخليج بمحافظتي توياما وإيشيكاوا، وهو معروف بتواجد السراب على الخط الأفقي خلال أشهر الشتاء و موطن للتفريخ ليراع الحبار[1]. وهو أيضاً من أحد أكبر خلجان اليابان الثلاثة.

## الجغرافيا

### المواطن المحيطة
محافظة توياما
كوروبي، يوزو، ناميريكاوا، توياما، إميزو، تاكاوكا، هيمي.
محافظة إيشيكاوا
ناناو 

### الأنهار
نهر كوروب ، نهر جوغانجي، نهر جينزو، نهر شو. وأخرى